# Ophiderma tricincta
Ophiderma tricincta är en insektsart som beskrevs av Ball. Ophiderma tricincta ingår i släktet Ophiderma och familjen hornstritar. Inga underarter finns listade i Catalogue of Life.